# Győri ETO FC
Győri Egyetértés Torna Osztály Football Club je maďarský fotbalový klub z města Györ. Čtyřikrát vyhrál 1. maďarskou ligu (1962/63, 1981/82, 1982/83, 2012/13) a čtyřikrát maďarský fotbalový pohár (1965, 1966, 1967, 1979). Největšího mezinárodního úspěchu dosáhl v sezóně 1964/65, kdy se probojoval do semifinále Poháru mistrů evropských zemí. V ročníku 1966/67 Poháru vítězů pohárů se dostal do čtvrtfinále.

## Historické názvy
- 1994: Győri ETO FC
- 1992: Rába ETO FC Győr
- 1985: Győri ETO FC
- 1965: Rába ETO Győr
- 1957: Győri Vasas ETO
- 1957: Magyar Wilhelm Pieck Vagon- és Gépgyár ETO Győr
- 1954: Wilhelm Pieck Vasas ETO SK Győr
- 1953: Vasas SE Győr
- 1952: Győri Vasas
- 1950: Győri Vasas SC ETO
- 1904: Győri Vagongyár ETO